# Delphine Gleize
Delphine Gleize (* 5. Mai 1973 in Saint-Quentin) ist eine französische Filmregisseurin und Drehbuchautorin.

## Leben
Gleize studierte zunächst von 1990 bis 1994 an der Universität Paris-Nanterre Moderne Literaturwissenschaft und Kino (Vorbereitungskurs am Lycée Condorcet) und anschließend von 1994 bis 1998 Drehbuch an der Filmhochschule La fémis. Bereits während ihres Studiums entstand das Drehbuch für ihren ersten Langfilm Carnages, der 2002 erschien. Zuvor hatte Gleize mehrere Kurzfilme veröffentlicht, bei denen sie Regie führte und das Drehbuch geschrieben hatte. Ihr Kurzfilmdebüt war dabei 1998 Dreckige Bastarde gewesen, für den sie auf dem Festival Premiers Plans d’Angers 1999 den Europäischen Jurypreis und den Publikumspreis gewann. Im Jahr 2000 erhielt sie zudem einen César für den Besten Kurzfilm. Für ihren zweiten Kurzfilm Un château en Espagne wurde sie 1999 auf den Internationalen Filmfestspielen von Cannes mit dem Kurzfilmpreis Prix Gras Savoye ausgezeichnet.
Ihr erster Langfilm Carnages um den Transport der Überreste eines verstorbenen Stierkampf-Stiers in verschiedene Länder wurde 2002 in Cannes erstaufgeführt und gewann zahlreiche Filmpreise, darunter den Prix SACD des Festival du film d’Avignon, die Sutherland Trophy des London Film Festival und den Prix de la jeunesse (französischer Film) in Cannes. Gleize wurde zudem für einen César für das Beste Erstlingswerk nominiert.
Ihr zweiter Langfilm wurde 2005 L’homme qui rêvait d’un enfant. Mit Jean Rochefort drehte sie anschließend den 2010 erschienenen Dokumentarfilm Ein Leben für die Pferde, der das Leben des im Rollstuhl sitzenden ehemaligen Springreiters Marc Bertran de Balanda und seine Freundschaft zum Nachwuchsspringreiter und seinem Schüler Edmond thematisiert. Mit La permission de minuit kehrte Gleize 2011 zum Spielfilm zurück, wobei sie das Thema der Lichtallergie behandelte.
Bei den Internationalen Filmfestspielen von Cannes war Gleize 2015 Teil der Jury der Caméra d’Or, deren Vorsitz Sabine Azéma innehatte.

## Filmografie
Regie und Drehbuch, wenn nicht anders angegeben:
- 1998: Dreckige Bastarde (Sale battars) (Kurzfilm)
- 1999: Un château en Espagne (Kurzfilm)
- 2000: Les méduses (Kurzfilm)
- 2002: Carnages
- 2005: L’homme qui rêvait d’un enfant
- 2010: Ein Leben für die Pferde (Cavaliers seuls) (Dokumentarfilm, nur Regie)
- 2011: La permission de minuit
- 2020: Bon Voyage – Ein Franzose in Korea (#Jesuislà)

## Auszeichnungen (Auswahl)
- 1998: Prix Beaumarchais, Festival européen du film court de Brest, für Dreckige Bastarde
- 1999: Europäischer Jurypreis, Festival Premiers Plans d’Angers, für Dreckige Bastarde
- 1999: Zuschauerpreis, Festival Premiers Plans d’Angers, für Dreckige Bastarde
- 1999: Prix Gras Savoye, Internationale Filmfestspiele von Cannes 1999, für Un château en Espagne
- 2000: César, Besten Kurzfilm, für Dreckige Bastarde
- 2002: Prix SACD, Festival du film d’Avignon, für Carnages
- 2002: Sutherland Trophy, London Film Festival, für Carnages
- 2002: Prix de la jeunesse / französischer Film, Internationale Filmfestspiele von Cannes 2002, für Carnages
- 2002: Nominierung Gold Hugo, Chicago International Film Festival, für Carnages
- 2002: Nominierung Grand Prix, Film Fest Gent, für Carnages
- 2002: Preis für das beste Drehbuch, Internationales Filmfestival von Stockholm, für Carnages
- 2003: César-Nominierung, Bestes Erstlingswerk, für Carnages